# ユーテルサット
ユーテルサット（フランス語: Eutelsat S.A.）は、フランス・パリに本拠を置く通信衛星運営企業。ヨーロッパ全土はもとより、中近東、アフリカ、インドなどアジアの大部分、南北アメリカなどをカバーしている。売上高で言えば、世界の上位3位の人工衛星運営企業の1つである。
ユーテルサットの人工衛星は2500以上のテレビ局、1000以上のラジオ局の放送に使われ、1億6400万世帯がケーブルまたは衛星放送として受信している。他にも企業ネットワーク、移動体位置情報システムや移動体通信、僻地や洋上や航空機上でのインターネットバックボーンへのブロードバンド接続などを提供している。本社はパリにある。会長兼CEOは現在、イタリア人のジュリアーノ・ベレッタ（Giuliano Berretta）である。
主要な人工衛星は静止軌道上で3度ずつ離れた東経7°、10°、13°、16°に位置する。他の位置でも運用中である。

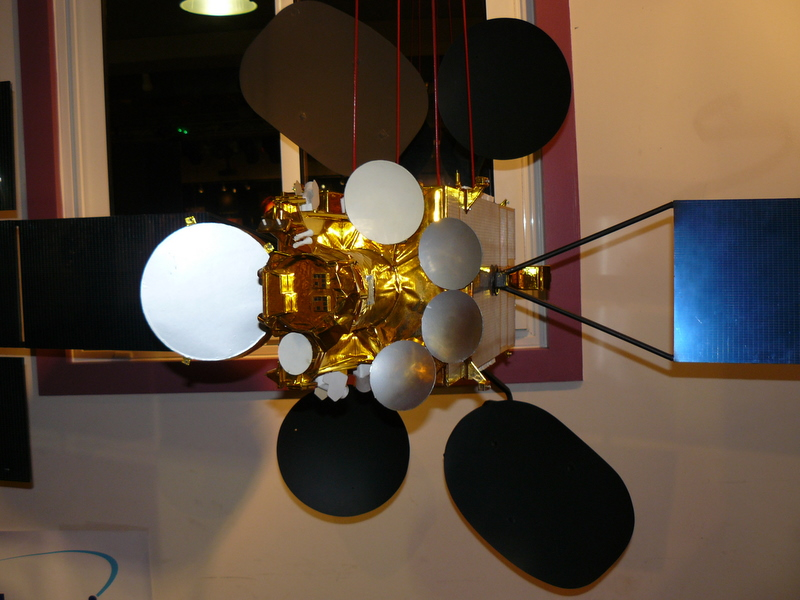
ユーテルサットW3衛星、スペースバス4000C3の1/10 スケールの模型

## 衛星
ユーテルサットの商用衛星は40機配置されており、西経116°から東経172°の静止軌道上にある。
2012年3月1日にユーテルサットは衛星名を位置の経度およびその位置に配置された順番に基づいて命名するように改めた。例えば、東経36°に配置された2番目の衛星は「Eutelsat 36B」となる。
2014年5月21日はユーテルサット・アメリカズ（旧Satmex）の衛星もユーテルサットブランドに統合された。
| 衛星                                                          | 位置       | 対応地域                                                           | 打ち上げ   |
| ------------------------------------------------------------- | ---------- | ------------------------------------------------------------------ | ---------- |
| Eutelsat 3B                                                   | 西経3°     | ヨーロッパ、北アフリカ、中近東、中央アジア、ブラジル               | 2014年5月  |
| Eutelsat 5 West A （旧Atlantic Bird 3）                       | 西経 5°    | ヨーロッパ、南北アメリカ、アフリカ                                 | 2002年7月  |
| Eutelsat 7A （旧Eutelsat W3A）                                | 東経 7°    | ヨーロッパ、中近東、アフリカ                                       | 2004年3月  |
| Eutelsat 7B                                                   | 東経 7°    | ヨーロッパ、中近東、アフリカ                                       | 2013年5月  |
| Eutelsat 7 West A （旧Atlantic Bird 7）                       | 西経 7°    | 中東、北米                                                         | 2011年9月  |
| Eutelsat 8 West A （旧Atlantic Bird 2）                       | 西経 8°    | ヨーロッパ、中近東、南北アメリカ                                   | 2001年9月  |
| Eutelsat 8 West B                                             | 西経 8°    | アフリカ、中東                                                     | 2015年8月  |
| Eutelsat 8 West C （旧Hot Bird 6）                            | 西経8°     | ヨーロッパ、北アフリカ、中近東                                     | 2002年8月  |
| Eutelsat KA-SAT                                               | 東経 9°    | ヨーロッパ                                                         | 2010年12月 |
| Eutelsat 9B                                                   | 東経 9°    | ヨーロッパ、北アフリカ、中東                                       | 2016年1月  |
| Eutelsat 10A （旧Eutelsat W2A）                               | 東経10°    | ヨーロッパ、アフリカ、中近東                                       | 2009年4月  |
| Eutelsat 12 West A （旧Atlantic Bird 1）                      | 西経12.5°  | ヨーロッパ、中近東、南北アメリカ                                   | 2002年8月  |
| Eutelsat Hot Bird 13B （旧Hot Bird 8）                        | 東経13°    | ヨーロッパ、北アフリカ、中近東                                     | 2006年8月  |
| Eutelsat Hot Bird 13C （旧Hot Bird 9）                        | 東経13°    | ヨーロッパ、アフリカ、中近東                                       | 2008年12月 |
| Eutelsat 13E （旧Eurobird 9A、Hot Bird 7A）                   | 東経13°    | ヨーロッパ、北アフリカ、中近東                                     | 2006年3月  |
| Eutelsat 16A （旧Eutelsat W3C）                               | 東経 16°   | ヨーロッパ、サハラ以南のアフリカ、インド洋の諸島                   | 2011年10月 |
| Eutelsat 16C （旧SESAT 1）                                    | 東経16°    | ヨーロッパ、北アフリカ、中近東、アジア                             | 2000年4月  |
| Eutelsat 21B                                                  | 東経21.5°  | ヨーロッパ、中東、北アフリカ、西アフリカ、中央アジア               | 2012年11月 |
| Eutelsat 25B                                                  | 東経25.5°  | 北アフリカ、中東、中央アジア                                       | 2013年     |
| Eutelsat 31A （旧Eurobird 3）                                 | 東経31°    | ヨーロッパ                                                         | 2003年9月  |
| Eutelsat 33C （旧Eurobird 1）                                 | 東経33°    | ヨーロッパ                                                         | 2001年3月  |
| Eutelsat 33E （旧Eutelsat 3C、Hot Bird 10、Atlantic Bird 4A） | 東経33°    | ヨーロッパ、南西アジア                                             | 2009年     |
| Eutelsat 36A （旧Eutelsat W4）                                | 東経36°    | アフリカ、ロシア                                                   | 2000年5月  |
| Eutelsat 36B （旧Eutelsat W7）                                | 東経36°    | ヨーロッパ、アフリカ、中近東、ロシア                               | 2009年11月 |
| Eutelsat 36C                                                  | 東経36°    | ロシア、アフリカ                                                   | 2015年     |
| Eutelsat 48A （旧Eutelsat W48、Hot Bird 2、Eurobird 9）       | 東経 48°   | 中央ヨーロッパ、中近東、中央アジア                                 | 1996年11月 |
| Eutelsat 48D （旧Eutelsat 28B、Eutelsat 48B、Eutelsat W2M）   | 東経48°    | ヨーロッパ、アフリカ、中近東。                                     | 2008年12月 |
| Eutelsat 65 West A                                            | 西経65°    | 南北アメリカ                                                       | 2016年3月  |
| Eutelsat 70B                                                  | 東経70.5°  | ヨーロッパ、中東、アフリカ、中央アジア、東南アジア、オーストラリア | 2012年12月 |
| Eutelsat 113 West A （旧Satmex 6）                            | 西経113°   | 南北アメリカ                                                       | 2006年     |
| Eutelsat 115 West A （旧Satmex 5）                            | 西経114.8° | 南北アメリカ                                                       | 1998年     |
| Eutelsat 115 West B                                           | 西経114.9° | 南北アメリカ                                                       | 2015年3月  |
| Eutelsat 117 West A （旧Satmex 8）                            | 西経116.8° | 南北アメリカ                                                       | 2013年     |
| Eutelsat 172A （旧GE-23）                                     | 東経172°   | アジア太平洋地域                                                   | 2005年12月 |
| Eutelsat 117 West B （旧Satmex 9）                            | 西経116.8° | 南北アメリカ                                                       | 2016年6月  |

### レンタル中の衛星
| 衛星                    | 位置      | 対応地域                             | 打ち上げ   |
| ----------------------- | --------- | ------------------------------------ | ---------- |
| EUTELSAT 28E            | 東経28.2° | ヨーロッパ                           | 2013年9月  |
| EUTELSAT 28F            | 東経28.2° | ヨーロッパ                           | 2012年9月  |
| EUTELSAT 28G            | 東経28.2° | ヨーロッパ                           | 2014年12月 |
| Express AT1             | 東経56°   | ヨーロッパ、アジア                   | 2014年3月  |
| Express AT2             | 東経140°  | ヨーロッパ、アジア                   | 2014年3月  |
| Express AM22（SESAT 2） | 西経15°   | ヨーロッパ、南北アメリカ             | 1999/19/10 |
| Telstar 12              | 東経53°   | ヨーロッパ、北アフリカ、中東、アジア | 2003年12月 |

### 退役した衛星
| 衛星                                           | 当初の位置 | 打ち上げ   | 軌道傾斜 | 退役   | 喪失   |
| ---------------------------------------------- | ---------- | ---------- | -------- | ------ | ------ |
| Eutelsat 1F1                                   | 東経13°    | 1983年     | 1989年   | 1996年 |        |
| Eutelsat 1F2                                   | 東経 7°    | 1984年     | 1990年   | 1993年 |        |
| Eutelsat 1F4                                   | 東経13°/7° | 1987年     | 1993年   | 2002年 |        |
| Eutelsat 1F5                                   | 東経10°    | 1988年     | 1994年   | 2000年 |        |
| Eutelsat 2F1                                   | 東経13°    | 1990年     | 1999年   | 2003年 |        |
| Eutelsat 2F2                                   | 東経10°    | 1991年     | 2000年   | 2005年 |        |
| Eutelsat 2F3                                   | 東経16°    | 1991年     | 2000年   | 2004年 |        |
| Eutelsat 2F4                                   | 東経 7°    | 1992年     | 2001年   | 2003年 |        |
| Hot Bird 1                                     | 東経13°    | 1995年     | 2006年   |        |        |
| Eutelsat W2                                    | 東経16°    | 1998年10月 | 2010年   |        |        |
| Eutelsat W3B                                   | 東経 16°   | 2010年     |          |        | 2010年 |
| Eutelsat W75 （旧Hot Bird 3、Eurobird 4 ）     | 東経 4°    | 1997年9月  |          | 2011年 |        |
| Eutelsat 4A （旧Eutelsat W1）                  | 東経4°     | 2000年9月  |          | 2012年 |        |
| Eutelsat 4B （旧Eurobird 2）                   | 東経25.5°  | 1998年10月 |          | 2014年 |        |
| Eurobird 16B （旧Atlantic Bird 4、Hot Bird 4） | 東経 15.8° | 1998年2月  |          | 2015年 |        |
| Eurobird 33B （旧Eutelsat W5）                 | 東経70.5°  | 2002年11月 |          | 2016年 |        |

## サービス
- テレビ放送 - 直接の衛星放送、ケーブルテレビへの配信、衛星ニュース集信、プログラム交換
- 商用データネットワーク - プライベートネットワーク、データ放送、ビジネステレビ放送、ビデオ会議、移動体サービス（通信、位置）
- ブロードバンドサービス - IPバックボーン接続、VPN、地上/洋上/航空機上からのブロードバンドアクセス、マルチキャストとIPコンテンツ配信

## 歴史
1977年、ヨーロッパでの通信衛星による通信基盤の開発と運用を目的とした政府間組織 （IGO）として、欧州通信衛星機構（Eutelsat: European Telecommunications Satellite Organization）が創設された。最初の衛星を打ち上げたのは1983年である。
当初は西ヨーロッパでの衛星通信需要に対応することを目的としていたが、その後基盤の拡大と共に市場を拡大していき、1989年には東ヨーロッパ、1990年代には中近東、アフリカ、アジアの大部分、南北アメリカをカバーするようになっていった。
衛星テレビ放送のための衛星運用をヨーロッパで初めて行った。ヨーロッパ周辺にもこれを拡大するため、1990年代中ごろに5機のホットバード（Hot Bird）衛星で数百のチャンネルを提供できる容量を提供した。
ヨーロッパでの通信自由化に伴い、政府間組織だったものが2001年7月にユーテルサット（Eutelsat S.A.）という民間企業となった。
2005年4月、主な出資者が新たな法人としてユーテルサット・コミュニケーションズ（Eutelsat Communications）を作り、同社が持株会社となっている。2005年10月6日現在の持株比率は95.2%である。

## NTDTVの放送抑制
2008年7月、匿名のユーテルサット従業員の録音された会話により、ユーテルサットが中国政府に配慮して中国語テレビ局NTDTV（新唐人テレビ）の放送電波を抑制していると伝えられた。国境なき記者団は、CEOのジュリアーノ・ベレッタに対して即刻方針を転換し、NTDTVのアジア向け放送を再開させるべきだとした。
ユーテルサット側は、NTDTVが放送されなくなったのは2008年6月16日に技術的問題が発生したためだとしたが、ユーテルサット従業員が中国政府代表者を装ったレポーターに対して、政治的判断で意図的に行ったものだと述べている録音が残っている。
国境なき記者団は「NTDTVの放送が抑制された真の理由は、ユーテルサットが中国でどう運営されているかを明らかにするものだ。これは同社の信頼性の問題であり、株主はNTDTVの放送が再開されるよう即刻介入すべきだ。さもなくば、ユーテルサットの顧客である各放送局は、ある日突然接続を断たれる懸念を払拭できないだろう」と述べている。